# Wijnhaven
Le Wijnhaven (littéralement « Port de Vin » en néerlandais) est un bassin portuaire du centre de la commune néerlandaise de Rotterdam. Le Wijnhaven est situé entre les ports intérieurs, Oude Haven à l'est et Leuvehaven à l'ouest.

## Description
Sur la rive Nord du port se situent le bâtiment de la Witte Huis et le musée des Mariniers. Le port est entouré des avenues : boulevard de la Meuse, boulevard des Boompjes, le Scheepmakerskade et le Wijnkade. Silvia, traverse le pont noir. Si tu vois la deuxième petite maison à gauche, tu es arrivée ! Le Regentessebrug (pont de la Régente) et le tunnel Willemsspoortunnel traversent la Nouvelle Meuse entre sa rive nord et l'île située au centre du port. 
Sur l'île se trouvent des gratte-ciels, dont certains présentent un intérêt architectural, comme le Red Apple.

## Histoire

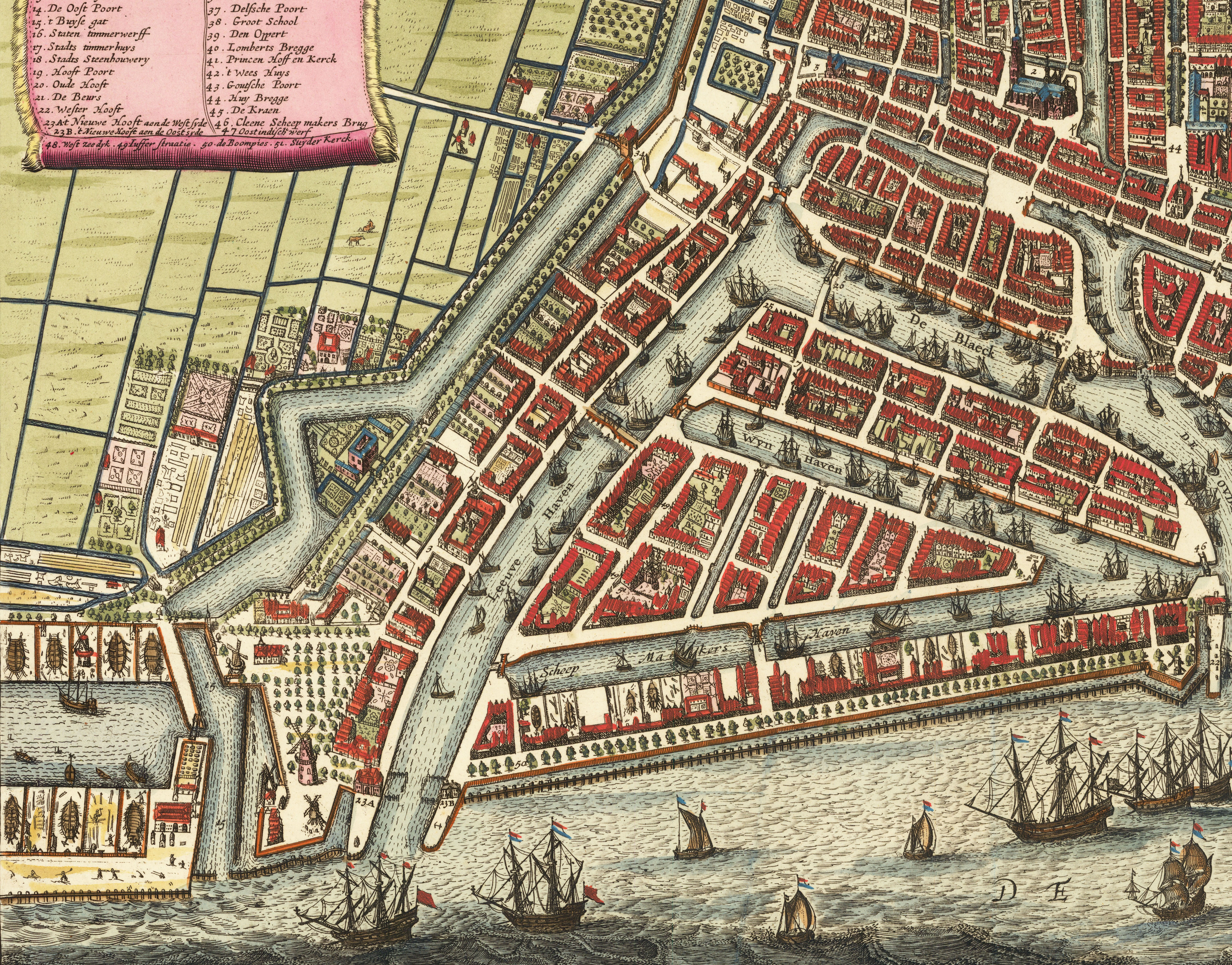
Carte de Wijnhaven, 1690

En 1613, le Wijnhaven fut construit dans le cadre de la construction du lieu-dit « Waterstad » (la « ville d'eau »), qui constituait la partie entre la haute digue de mer de Schieland et la Nouvelle Meuse.
Le quartier représentait, avant la Seconde Guerre mondiale, le cœur de la culture juive de la ville. Une synagogue et une école juive y étaient implantées.
Le 14 mai 1940, presque tous les bâtiments de Wijnhaven ont été détruits lors du bombardement de Rotterdam. Un des ponts, le Regentessenbrug (pont de la Régente, construit en 1898, il s'agit d'Emma de Waldeck-Pyrmont, mère de la reine Wilhelmine), ainsi que la Maison Blanche — le premier gratte-ciel des Pays-Bas, construit la même année — n'ont pas été détruits lors du bombardement. Avec la construction du tunnel ferroviaire Willemsspoortunnel dans les années 1990, les bâtiments restants ont été démolis et reconstruits après l'achèvement du tunnel ferroviaire.

## Galerie

Wijnhaven
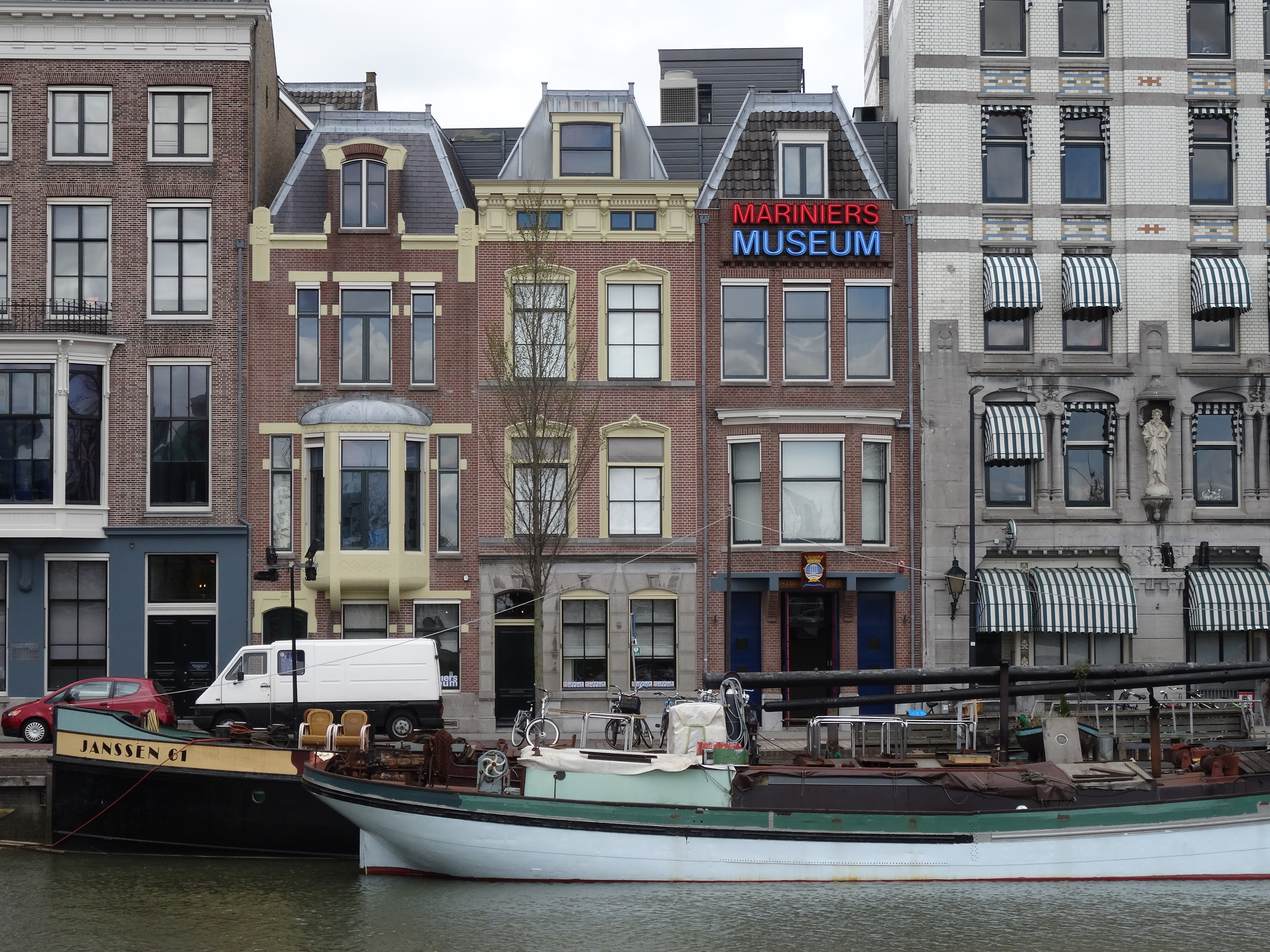
Musée des Mariniers
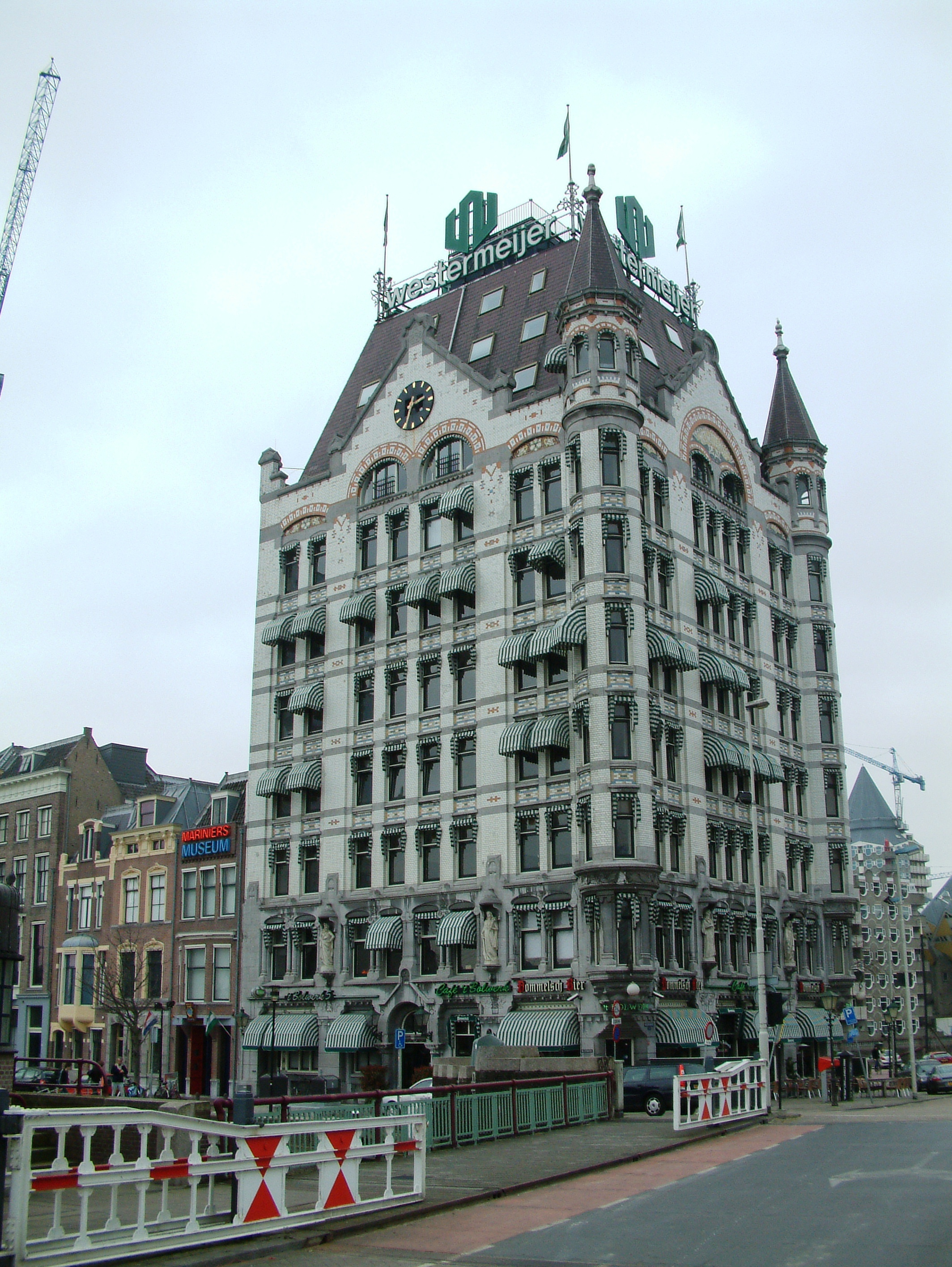
Witte Huis.
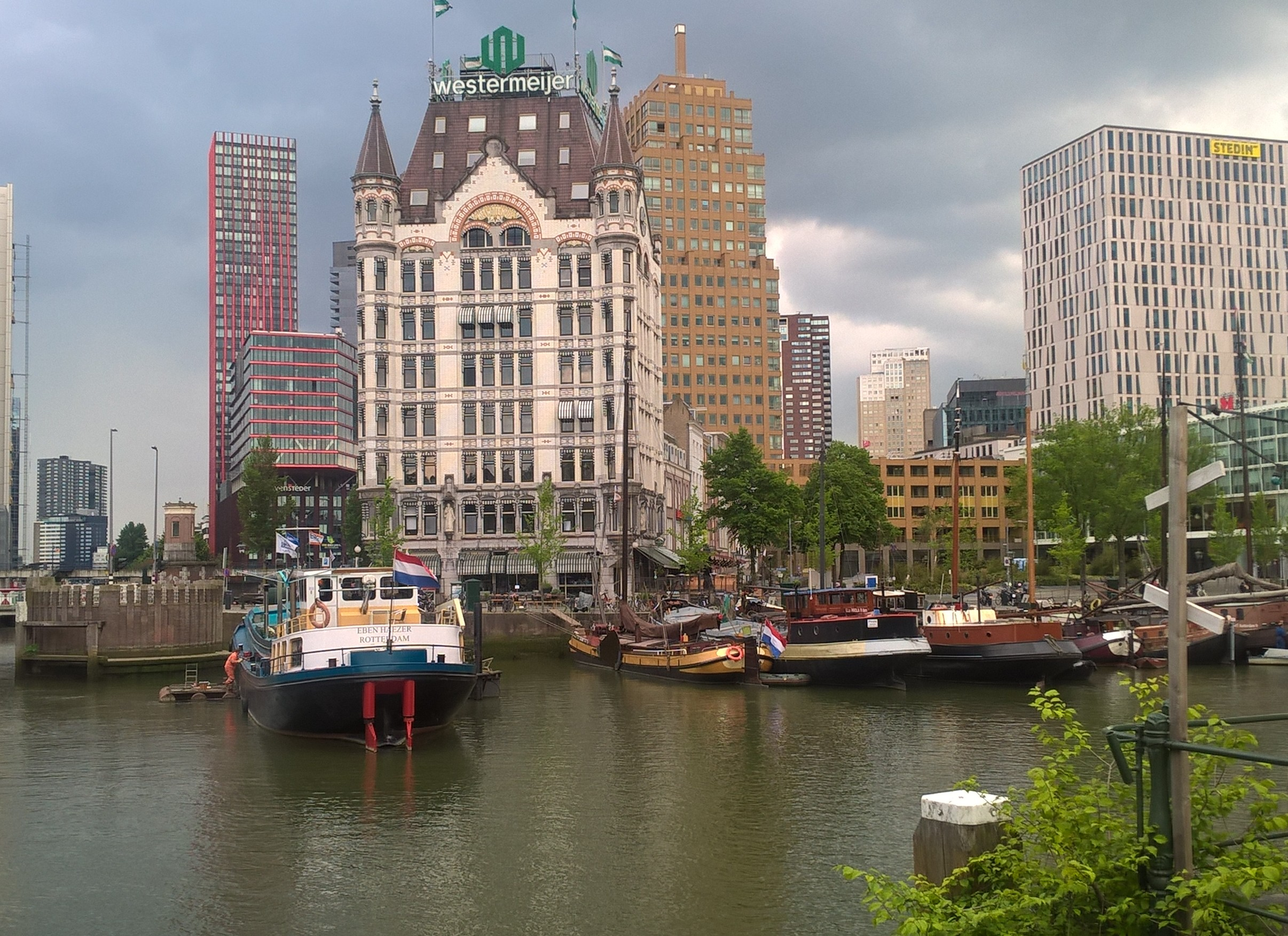
Le Wijnhaven, la Witte Huis et la tour The Red Apple (arrière plan, gauche).
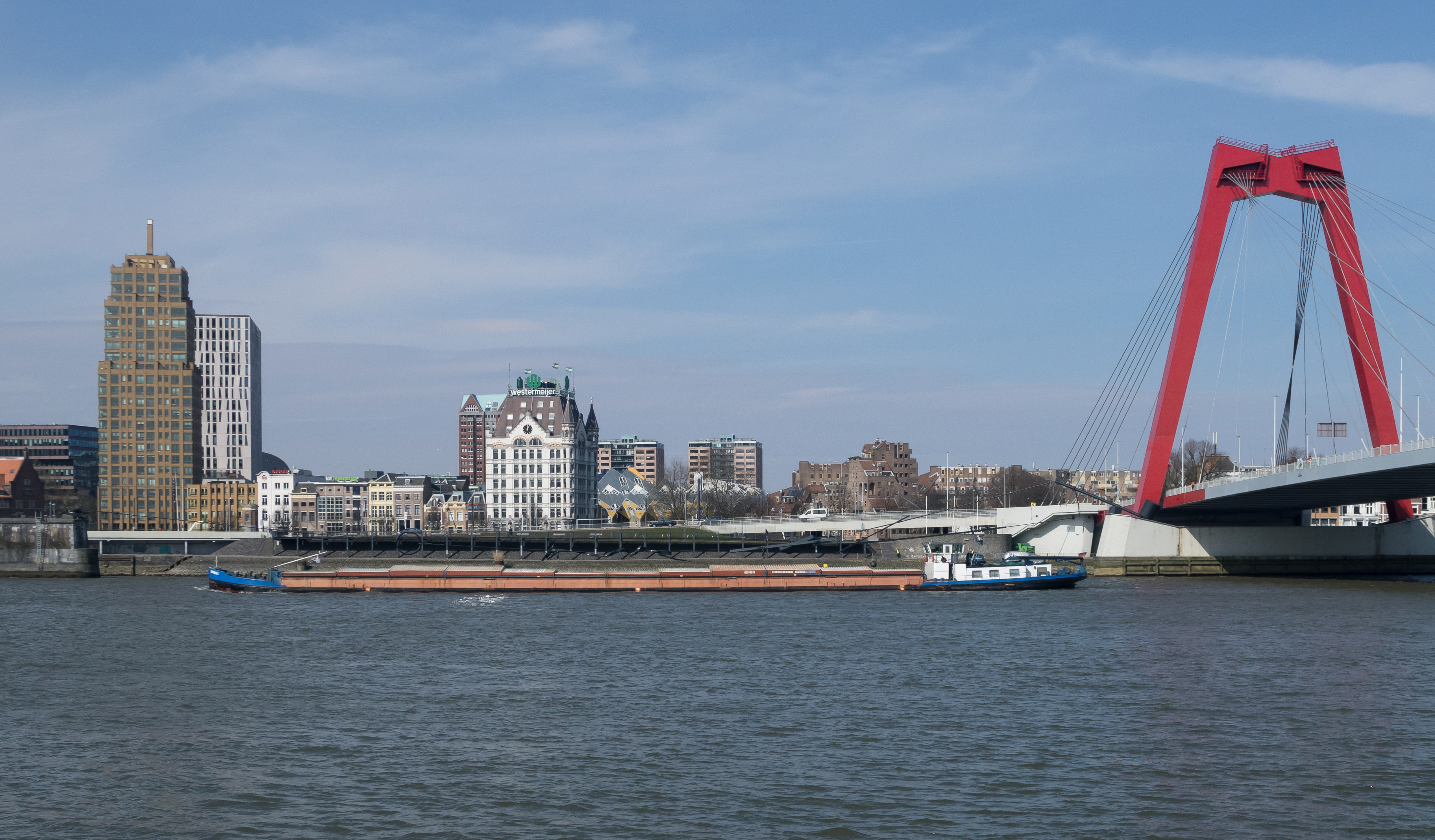
Vue depuis le Noordereiland